# Roncus grafittii
Espèce
Roncus grafittii est une espèce de pseudoscorpions de la famille des Neobisiidae.

## Distribution
Cette espèce est endémique de Sardaigne en Italie. Elle se rencontre à Nughedu San Nicolò dans la grotte Grotta Sa Conca 'e s'Abba.

## Étymologie
Cette espèce est nommée en l'honneur de Giuseppe Grafitti.

## Publication originale
- Gardini, 1982 : Pseudoscorpioni cavernicoli sardi. 2. Neobisiidae e Chernetidae, con considerazioni sui Neobisiinae cavernicoli (Pseudoscorpioni d'Italia. 12). Fragmenta Entomologica, vol. 16, no 2, p. 89-115.